# Jegălia
Jegălia là một xã thuộc hạt Călărași, România. Dân số thời điểm năm 2002 là 4816 người.